# Nebbie sul mare
Nebbie sul mare è un film del 1944 diretto da Hans Hinrich e Marcello Pagliero.

## Trama
I coniugi Pietro e Maria Rosai conducono una tenuta in Brasile. Durante l'assenza da casa dell'uomo, un creditore tenta la violenza su Maria; Pietro lo coglie sul fatto e lo uccide e revolverate. Datosi alla fuga, Pietro è inseguito dalla polizia che gli spara per fermarlo; un proiettile lo colpisce sul petto ed egli cade esanime nel fiume che lo trascina via. Maria, ora vedova Rosai, affronta un lungo processo perché ritenuta complice ma, con una sentenza di insufficienza di prove, viene assolta.
Alcuni anni più tardi Maria è assistente del dottor Leonardo Monti, anche lui italiano, in un istituto sieroterapico. I due s'innamorano e si sposano. Ma anche l'Italia entra in guerra, e così tutti gli italiani presenti in Brasile sono costretti a subire il licenziamento; il consolato italiano dispone delle navi per il ritorno in patria, così la coppia s'imbarca nell'ultima nave disponibile.

Una scena con Gustav Diessl e Viveca Lindfors

Durante la visita alla sala macchine, nel vedere Maria un fuochista rimane attonito e viene colpito da un getto di vapore bollente; Leonardo viene incaricato delle medicazioni, e con grande stupore scopre una fotografia giovanile di Maria nella tasca dell'infortunato: egli è Pietro, imbarcatosi come clandestino. Questi racconta di essere sopravvissuto per miracolo, venendo portato in salvo dal fiume da dei contadini e curato in modo approssimativo, dandosi alla macchia per non essere arrestato. I tre s'incontrano in cabina in un drammatico colloquio: Pietro intima alla moglie di ritornare con lui, premendo sulla invalidità del matrimonio; ma lei dichiara di aspettare un figlio da Leonardo e di non poter tornare indietro. Quando la discussione sta per degenerare, il piroscafo urta contro una mina; gettati sul pavimento, i due uomini offrono aiuto a Maria, che ancora una volta sceglie Leonardo. Rassegnatosi, Pietro fa salire i due sull'ultima scialuppa e taglia la fune rimanendo a bordo il quale, dopo aver spedito un telegramma di S.O.S. affonda nella nave in fiamme.

## Produzione
La produzione del film iniziò nel 1942 con la regia affidata ad Hans Hinrich. Il suo nome non poté essere inserito nei titoli di testa per questioni razziali. Nei documenti di revisione dell'ottobre 1943 viene citato alla regia il solo nome "Akos", probabilmente in riferimento a uno tra i registi ungheresi Ákos Ráthonyi e Hamza D. Ákos, entrambi attivi in Italia in quel periodo. Nel documento figura, tra gli attori principali, il nome di Guido Notari; costui è però totalmente assente nella pellicola.
Nel febbraio 1945 il Psychological Warfare Branch incarica la ENIC di richiedere una seconda revisione; due mesi più tardi il Sottosegretariato per la stampa e le informazioni revisiona la pellicola: da questa revisione vengono imposte delle modifiche "per non urtare la sensibilità degli Alleati". I tagli effettuati furono:
- La soppressione, nei titoli di testa, del nome dell'attore tedesco Gustav Diessl.
- L'eliminazione del motivo di licenziamento di Pietro (l'entrata in guerra dell'Italia).
- L'esclusione della scena tra i due ufficiali di bordo che discutono i provvedimenti adottati dagli inglesi per il controllo marittimo e conseguente eliminazione della didascalia illustrante gli ordini ricevuti.
- L'eliminazione del nome della casa produttrice Bassoli Film.

In questa edizione venne inoltre ripristinato il nome di Hans Hinrich alla regia. Il nome di Marcello Pagliero, unico regista accreditato nei titoli di testa, non compare mai nei documenti.
La versione utilizzata da Mediaset è l'edizione originale completa.

## Critica
(Alberto Blandi)